# Filaret Amfiteatrov
Metropolit Filaret (Fjodor Georgijevitj Amfiteatrov, född 1779, död 1857, var en rysk teolog.
Filaret var metropolit i Kiev. Som biskop i Kazan omvände Filaret ett stort antal hedningar. Han vakade noggrant över att ortodoxins grundsatser upprätthölls inom kyrkan och i klostren.